# IC 1318
Регіон Садр або IC 1318 — емісійна туманність у сузір'ї Лебедя.
Цей об'єкт міститься в оригінальній редакції індексного каталогу.